# Cosmos (missioni spaziali)
Cosmos (o anche Kosmos) è la denominazione utilizzata in passato dall'Unione Sovietica, e oggi dalla Russia, per indicare la missione per la messa in orbita di un generico satellite.
Il regime sovietico era solito indicare, con una denominazione ufficiale, esclusivamente missioni concluse con successo. Le missioni che comportarono insuccessi vennero di norma nascoste all'opinione pubblica, e le missioni di collaudo camuffate sotto l'unica denominazione di Cosmos. Infatti tutti i velivoli spaziali sovietici, sia di carattere civile che militare, per i quali non si voleva dare delle informazioni più precise, vennero numerati come velivoli di questa serie.

## Le prime missioni Cosmos

### Cosmos 1
Il satellite sovietico Cosmos 1, anche conosciuto come Sputnik 11, fu lanciato il 16 marzo 1962, 12:00:00 UTC.
La massa orbitale era di 315 kg e fu il primo satellite della serie sovietica per lo studio della Terra. Utilizzava strumenti radio per studiare la struttura della ionosfera.

### Cosmos 2
Il satellite sovietico Cosmos 2, anche conosciuto come Sputnik 12, fu lanciato il 6 aprile 1962, 17:16:00 UTC.
La massa orbitale era di 285 kg e fu il secondo satellite della serie sovietica per lo studio della Terra. Utilizzava strumenti radio per studiare la struttura della ionosfera.

### Cosmos 3
Il satellite sovietico Cosmos 3, anche conosciuto come Sputnik 13, fu lanciato il 24 aprile 1962, 04:04:00 UTC.
La massa orbitale era di 330 kg e fu il terzo satellite della serie sovietica per lo studio della Terra. Il suo scopo era studiare gli strati più alti dell'atmosfera, la Terra e lo spazio esterno. I dati scientifici furono trasmessi a terra tramite un sistema di telemetria multicanale dotato di unità di memoria.

### Cosmos 4
Il satellite sovietico Cosmos 4, anche conosciuto come Sputnik 14, fu lanciato il 26 aprile 1962, 10:04:00 UTC.
La massa orbitale era di 4600 kg e il suo scopo era studiare gli strati più alti dell'atmosfera, la Terra, l'ambiente spaziale e in particolare misurare gli effetti dei test nucleari statunitensi del programma Starfish.
I dati scientifici furono trasmessi a terra tramite un sistema di telemetria multicanale dotato di unità di memoria.

### Cosmos 5
Il satellite sovietico Cosmos 5, anche conosciuto come Sputnik 15, fu lanciato il 28 maggio 1962, 03:07:00 UTC.
La massa orbitale era di 280 kg e il suo scopo era studiare gli strati più alti dell'atmosfera, la Terra e l'ambiente spaziale.
I dati scientifici furono trasmessi a terra tramite un sistema di telemetria multicanale dotato di unità di memoria.

### Cosmos 6
Il satellite sovietico Cosmos 6, anche conosciuto come Sputnik 16, fu lanciato il 30 giugno 1962, 16:04:00 UTC, da Kapustin Yar, nei pressi di Znamensk (Oblast' di Astrachan').
Si trattava di un satellite militare sovietico di tipo DS (Dnepropetrovsk Sputnik) costruito in Ucraina per il lancio tramite il vettore Kosmos, con massa orbitale di 355 kg. Fu utilizzato, come gli altri satelliti DS, per ricerche sia militari sia scientifiche sia per test sulla componentistica.

### Cosmos 7
Il satellite sovietico Cosmos 7, anche conosciuto come Sputnik 17, fu lanciato il 28 luglio 1962 09:21:00 UTC.
La massa orbitale era di 4600 kg e il suo scopo era studiare gli strati più alti dell'atmosfera, la Terra e l'ambiente spaziale. I dati scientifici furono trasmessi a terra tramite un sistema di telemetria multicanale dotato di unità di memoria. Fu utilizzato per misurare le radiazioni nell'ambiente spaziale allo scopo di garantire la sicurezza delle capsule spaziali Vostok 3 e Vostok 4.

### Cosmos 8
Il satellite sovietico Cosmos 8, anche conosciuto come Sputnik 18, fu lanciato il 18 agosto 1962, 05:02:00 UTC, da Kapustin Yar, nei pressi di Znamensk (Oblast' di Astrachan').
Massa orbitale di 337 kg. Si trattava di un satellite militare sovietico di tipo DS (Dnepropetrovsk Sputnik) costruito in Ucraina per il lancio tramite il vettore Kosmos. Fu utilizzato, come gli altri satelliti DS, per ricerche sia militari sia scientifiche sia per test sulla componentistica.

## Altre missioni Cosmos

### Lista delle missioni Cosmos
- Missioni Cosmos 1962-1970
- Missioni Cosmos 1971-1980
- Missioni Cosmos 1981-1990
- Missioni Cosmos 1991-2000
- Missioni Cosmos 2001-2010
- Missioni Cosmos 2011-2020
- Missioni Cosmos 2021-2030

### Voci specifiche
- Cosmos 186
- Cosmos 188
- Cosmos 212
- Cosmos 213
- Cosmos 238
- Cosmos 368
- Cosmos 496
- Cosmos 573
- Cosmos 613
- Cosmos 638
- Cosmos 670
- Cosmos 672
- Cosmos 772
- Cosmos 869
- Cosmos 954
- Cosmos 1001
- Cosmos 1066
- Cosmos 1074
- Cosmos 2175